# Police Rescue
Police Rescue is een Australische televisieserie uitgezonden tussen 1991 en 1996. Centraal staat een team van reddingswerkers met hun basis in Sydney, New South Wales. Ze voeren diverse reddingswerkzaamheden uit, variërend van treinongelukken tot auto-ongelukken. Gaandeweg de serie worden de personages verder uitgediept en gaat het privéleven ook een rol spelen. Constable Rattray is verliefd op haar collega sergeant McClintock. McClintock heeft huwelijksproblemen met zijn vrouw Des. Zij gaan uit elkaar.
Diverse jongere collega's komen het team door de jaren heen versterken, maar het verhaal blijft het meeste om Angel, Mickey (serg. McClintock) en Georgia (Rattray) draaien.

## Cast
- Sergeant Steve 'Mickey' McClintock - (Gary Sweet)
- Constable/Sergeant Georgia Rattray - (Sonia Todd)
- Constable Yiannis 'Angel' Angelopoulos - (Steve Bastoni)
- Senior Sergeant Peter 'Ridgy' Ridgeway - (Tim McKenzie)
- Inspector Bill Adams - (John Clayton)
- Sergeant Fred 'Frog' Catteau - (Marshall Napier)
- Senior Sergeant Kevin 'Nipper' Harris - (Steve Bisley)
- Sharyn Elliott - (Belinda Cotterill)
- Constable Kathy Orland - (Tammy MacIntosh)
- Constable Brian Morley - (Jeremy Callaghan)